# Ізраель Камакавівооле
Ізраель Камакавіво'оле (гав. Israel Ka'ano'i Kamakawiwo'ole) (20 травня 1959 — 26 червня 1997) — гавайський музикант, що виконував пісні під акомпанемент гавайської гітари — укулеле. Мав прізвисько «ніжний гігант» (англ. The Gentle Giant) через великий зріст та вагу — 190 см та 343 кг відповідно і, в той же час, високий тембр голосу.

## Життєпис
Зі своїм братом і трьома друзями він організував свій гурт The Makaha Sons of Ni'ihau, з яким успішно гастролював і випустив п'ять альбомів.
Перший альбом, який Ізраель випустив 1990 року, здобув премії Альбом року та Вокаліст року в місцевій Академії звукозапису.
Надзвичайно популярний на Гаваях, світову славу він здобув разом із виходом альбому Facing Future, який став першим платиновим альбомом на Гаваях. У США було продано кілька мільйонів примірників. Його головний хіт, попурі з класичних пісень «Somewhere Over The Rainbow» і «What A Wonderful World», потрапив до саундтреків до фільмів «Знайомтеся, Джо Блек», «Знайти Форрестера», «50 перших поцілунків», серіалі «Швидка допомога» та інших. А вперше «Over the Rainbow» виконала Джуді Гарленд у фільмі 1939 року «Чарівник країни Оз».
Він був людиною, помітною у всіх сенсах, — його платівки отримували премії і потрапляли в американські чарти.
Протягом всієї своєї кар'єри Ізраель пропагував і відстоював права гавайців як незалежного народу. Він проявляв це через свої пісні і життя.
1997 року артистові вдруге вручили нагороду місцевої Академії Звукозапису — він переміг майже у всіх можливих номінаціях, але прийти на церемонію вже не зміг, оскільки був прикутий до лікарняного ліжка. Помер у віці 38 років від хвороби дихальних шляхів, викликаною ожирінням.
10 липня, в день похорону національного героя, на всій території Гавайських островів було приспущено прапори — він був третьою людиною, яку удостоїлася такої почесті. Десять тисяч людей прийшли на пляж Макуа, щоби виконати останню волю музиканта — розвіяти його прах над його улюбленим Тихим океаном.
20 вересня 2003 великий бронзовий бюст музиканта було встановлено в будівлі Waianae Neighborhood Community Center.